# Ferrocarril Antofagasta-Salta
El Ferrocarril Antofagasta-Salta, también llamado Ferrocarril Huaytiquina, era una línea ferroviaria de vía única no electrificada que une Argentina y Chile pasando por la Cordillera de los Andes. Es un ferrocarril de 1000 mm (3 pies 3 3⁄8 pulgadas) de trocha con una longitud total de 941 km (571 en Argentina y 330 en Chile), que conecta la ciudad de Salta (Argentina) con la de Antofagasta (Chile), en el Océano Pacífico, pasando por la Puna de Atacama y el desierto de Atacama.

## Generalidades
La vía argentina (una breve porción —Salta-Cerrillos— del Ramal C-13, y principalmente el Ramal C-14 Cerrillos-Socompa) es parte del Ferrocarril General Belgrano y 217 km de la misma son atendidos por un tren turístico llamado Tren a las Nubes. La vía chilena (Socompa-Antofagasta) es parte del Ferrocarril de Antofagasta a Bolivia (FCAB). El "Huaytiquina", junto con el Trasandino (Mendoza-Los Andes a Santiago, cerrado desde 1984 y pendiente de reconstrucción), representan los únicos enlaces ferroviarios entre los dos países.
Con el punto más alto (La Polvorilla) a 4220 metros sobre el nivel del mar, el Huaytiquina es el quinto ferrocarril más alto del mundo y el tercero más alto de América del Sur.

## Historia

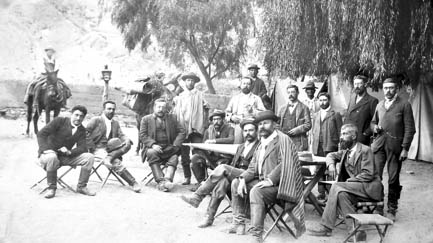
Richard Maury (tercero de izquierda a derecha) con trabajadores ferroviarios en Salta.

### Construcción
La construcción del ferrocarril comenzó en 1921, para conectar el norte de Argentina con Chile a través de los Andes, y servir a las minas de bórax de la zona. El viaducto La Polvorilla, el más alto de la línea, se terminó el 7 de noviembre de 1932. La vía chilena se inauguró en 1947 y el ferrocarril completo el 20 de febrero de 1948. La ruta fue diseñada por el ingeniero estadounidense Richard Fontaine Maury, a quien se homenajeó nombrando una de las estaciones.

### Origen del nombre "Huaytiquina"
La palabra "Huaytiquina" es el apodo del ferrocarril. Se refiere a un antiguo puerto de montaña andino entre Argentina y Chile, ubicado justo al norte de Socompa y proyectado como terminal de línea. En 1923, después de una solicitud chilena cuya línea ferroviaria llegó cerca de Socompa, el proyecto original fue abandonado y la ruta argentina se desvió a la actual.

## Ruta

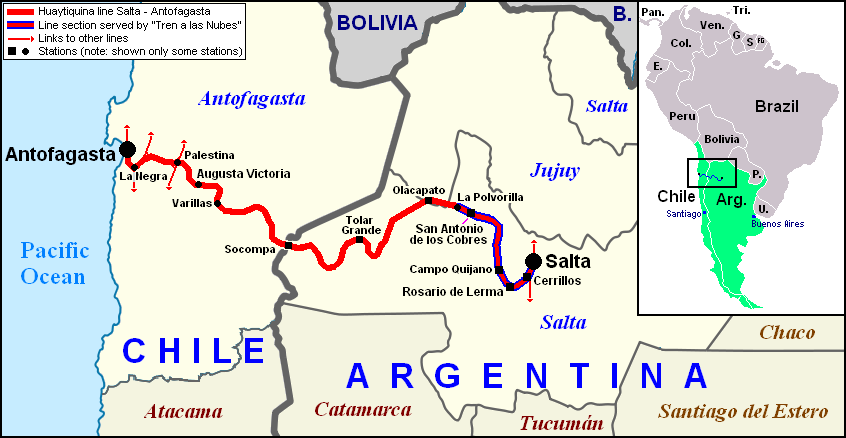
Mapa del Ferrocarril Antofagasta-Salta en Argentina y Chile. La línea marcada en azul es servida por el Tren a las Nubes. A la derecha, ubicación de la línea (azul) dentro de América del Sur.

La línea cruza el lado noroeste de la provincia de Salta, sirviendo a los pueblos suburbanos alrededor de Salta de Cerrillos, Rosario de Lerma y Campo Quijano, siguiendo parte del curso del Valle de Lerma. Cuenta con dos zig zags, en El Alisal y Chorrillos, y dos bucles en espiral entre Tacuara y Diego de Almagro. Al entrar en la meseta, el ferrocarril pasa cerca de Santa Rosa de Tastil y el sitio arqueológico preincaico de Tastil.
Sirve al pueblo de San Antonio de los Cobres, en el medio de la Puna de Atacama, cerca de las minas de cobre. Después del viaducto La Polvorilla, el punto más alto de la línea (4220 m), el ferrocarril discurre en las fronteras de la provincia de Jujuy en Olacapato y, entre Tolar Grande y Caipe, cruza en el medio un lago seco llamado Salar de Arizaro. La estación Socompa, llamada así por el volcán andino, es una estación binacional ubicada entre la línea fronteriza argentino-chilena.
Al ingresar al territorio chileno, el resto de la línea cruza el territorio de la comuna de Antofagasta, ubicado en la provincia y región homónima. Varillas y Augusta Victoria poseen pequeños ramales ferroviarias industriales, incluyendo uno que nace desde Varillas y sirve a la mina Escondida. En la estación Palestina la línea cruza el cruce ferroviario Baquedano-Aguas Blancas, parte del ferrocarril Longitudinal Norte (propiedad de Ferronor), que une las líneas Antofagasta-La Paz e Iquique-La Calera. Al descender las laderas occidentales de los Andes y el desierto de Atacama, el "Huaytiquina" llega al complejo industrial y al pueblo de La Negra y, después de 22 km, al Océano Pacífico en la ciudad portuaria de Antofagasta.

## Servicios de trenes
Debido a la presencia de depósitos minerales en el área de Atacama, la mayoría del tráfico en la línea consiste en trenes de carga que transportan minerales como carbonato de litio, bórax, butano, perlita, sal, ulexita y salmuera. El servicio más famoso es el turismo Tren a las Nubes, que se extiende entre Salta y La Polvorilla. Hoy en día, aparte de algunos trenes suburbanos que van de Salta a Campo Quijano, el Tren a las Nubes es el único tren de pasajeros que sirve la línea, después de la cancelación del Tren Mixto Salta-Socompa, que una vez unió Socompa con Tucumán y Buenos Aires (Estación Retiro), vía Córdoba y Rosario. La parte chilena de la línea, también servida solo por trenes de carga, era el sitio de una línea de tren de cercanías propuesta en la ruta que atraviesa Antofagasta.